# Montezemolo
Montezemolo é uma comuna italiana da região do Piemonte, província de Cuneo, com cerca de 300 habitantes. Estende-se por uma área de 6 km², tendo uma densidade populacional de 50 hab/km². Faz fronteira com Camerana, Castelnuovo di Ceva, Cengio (SV), Priero, Roccavignale (SV), Sale delle Langhe, Saliceto.

## Demografia
| Variação demográfica do município entre 1861 e 2011                               |
|                                                                                   |
| Fonte: Istituto Nazionale di Statistica (ISTAT) - Elaboração gráfica da Wikipedia |